# Botanischer Garten der Universität Innsbruck

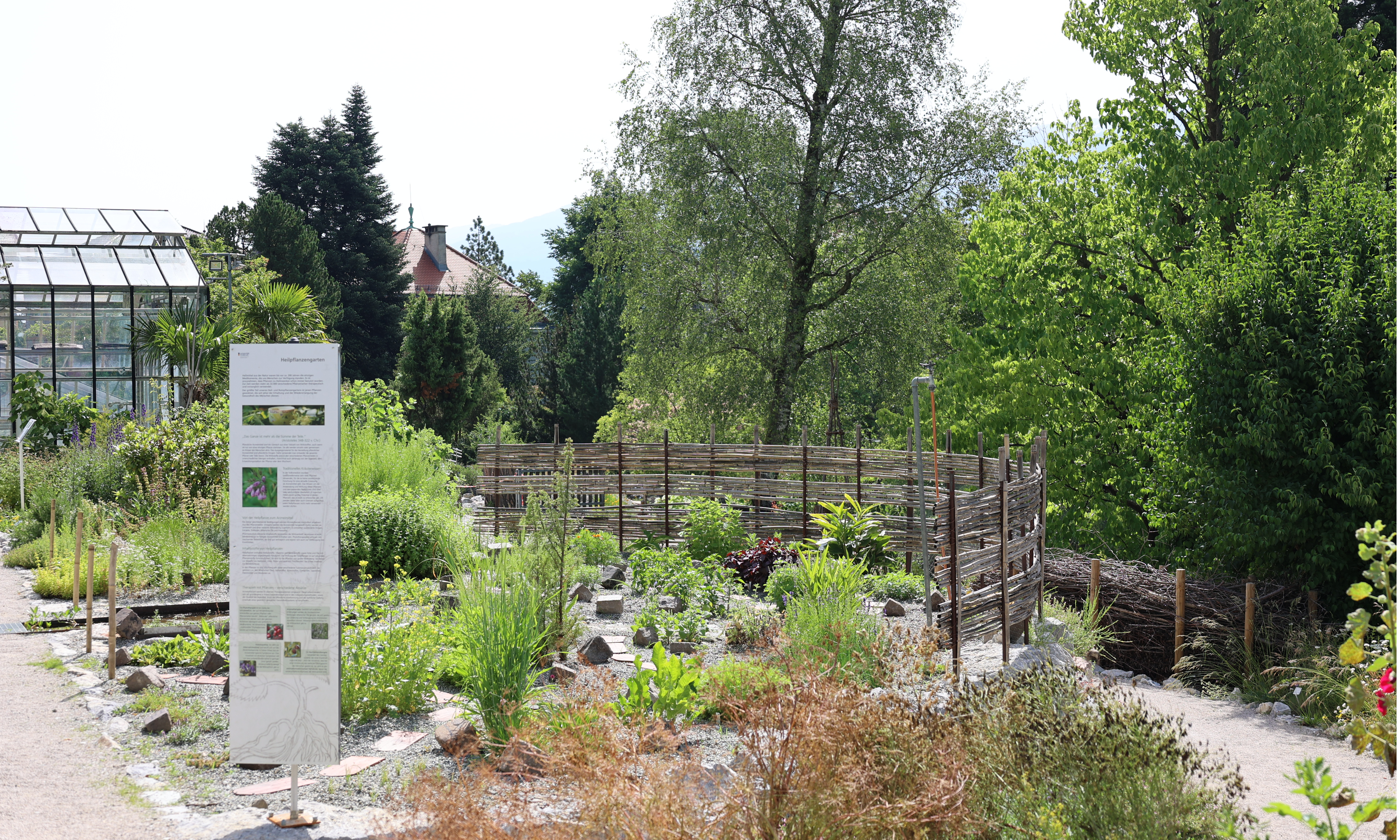
2023 neu gestalteter Heil- und Nutzpflanzengarten

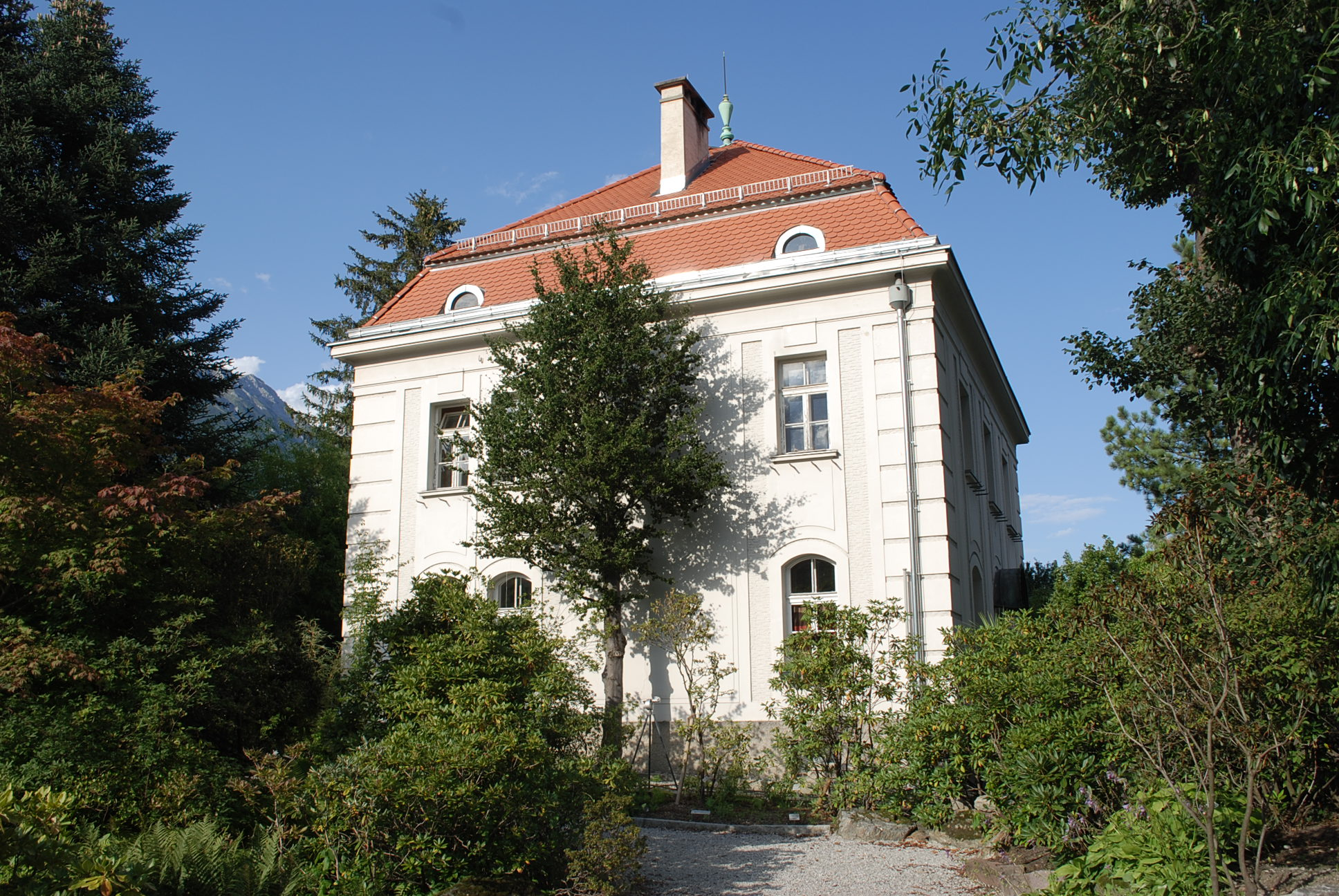
Verwalterhaus des Botanischen Gartens

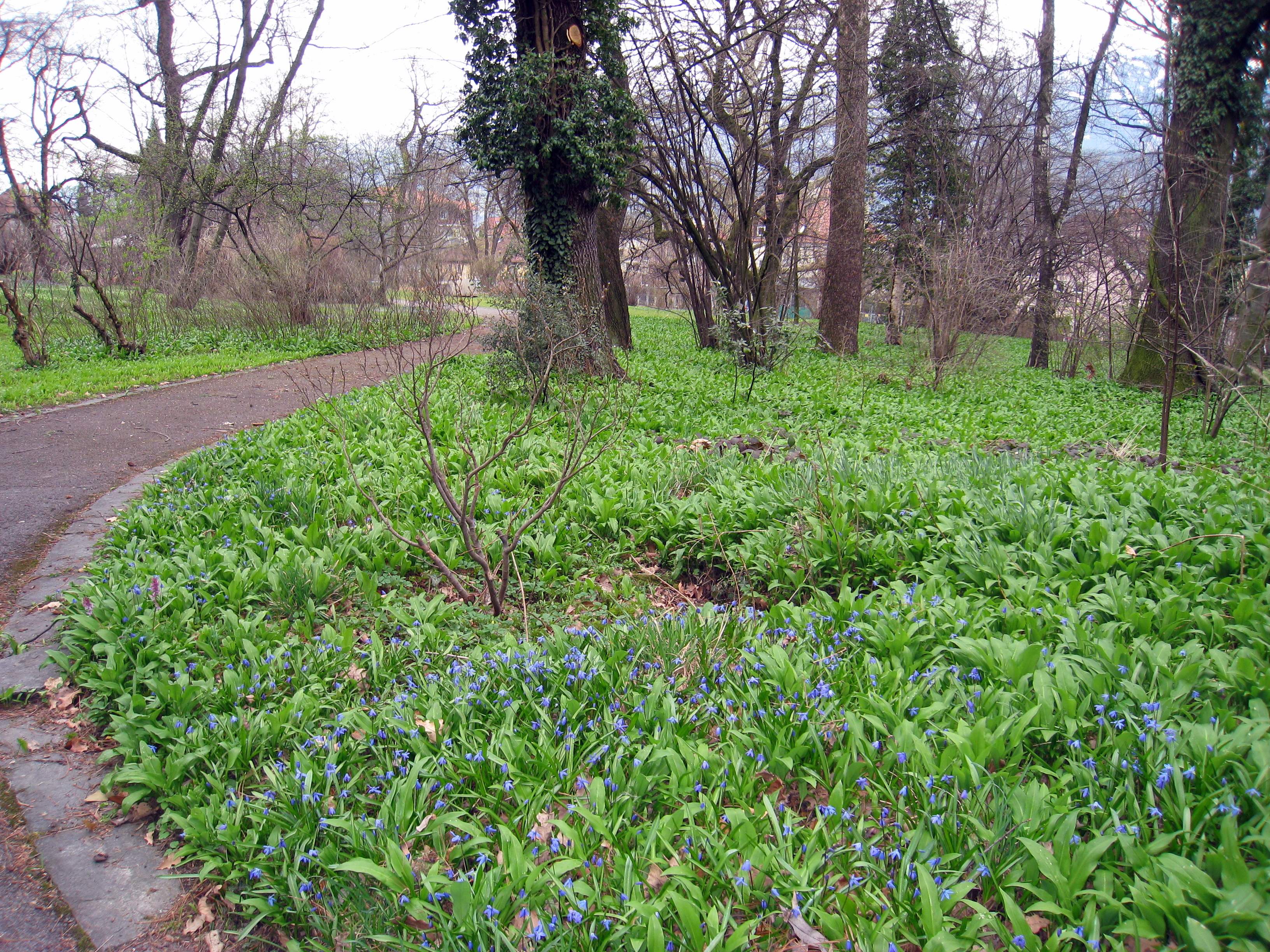
Arboretum

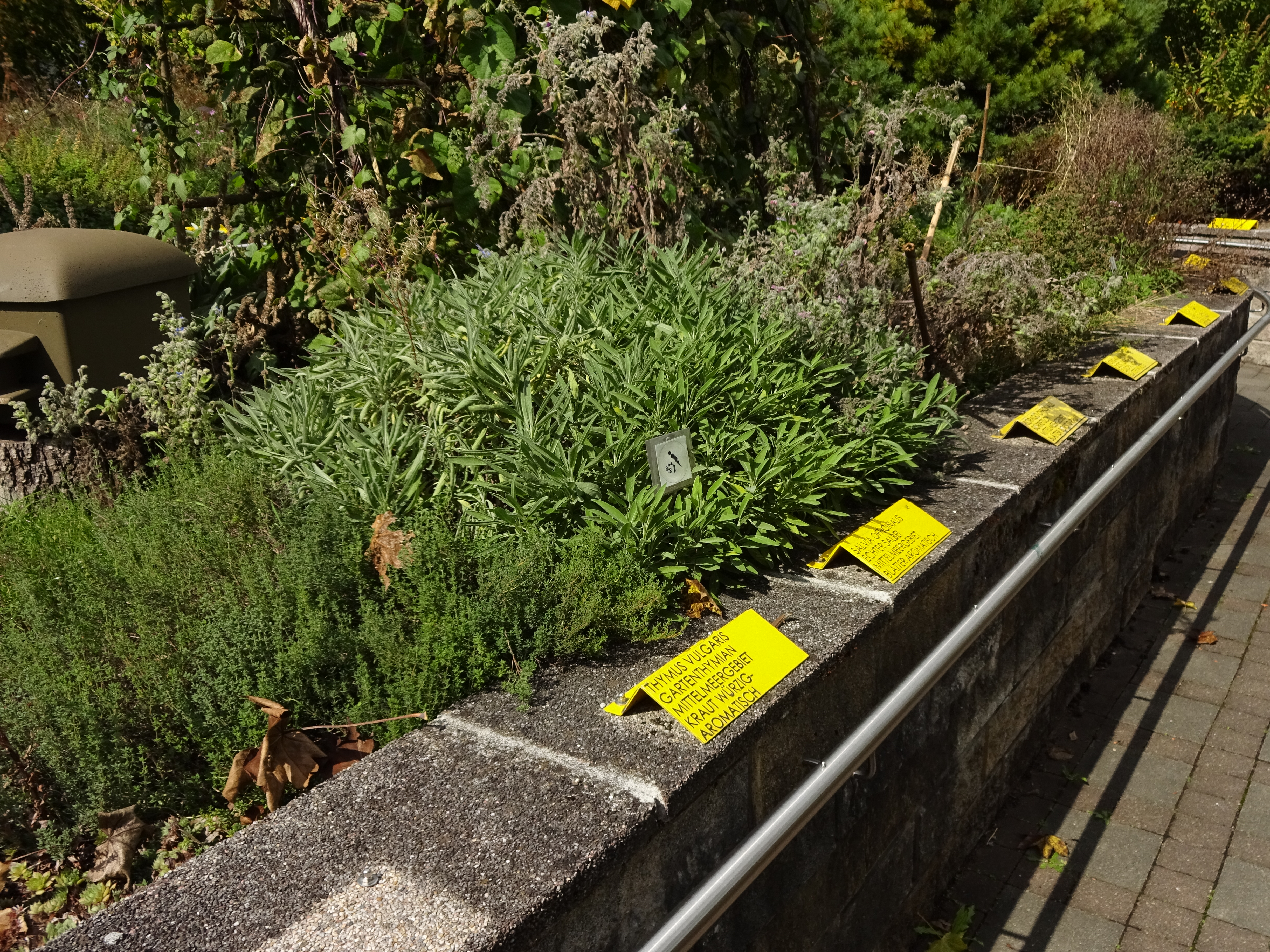
Duft- und Tastgarten

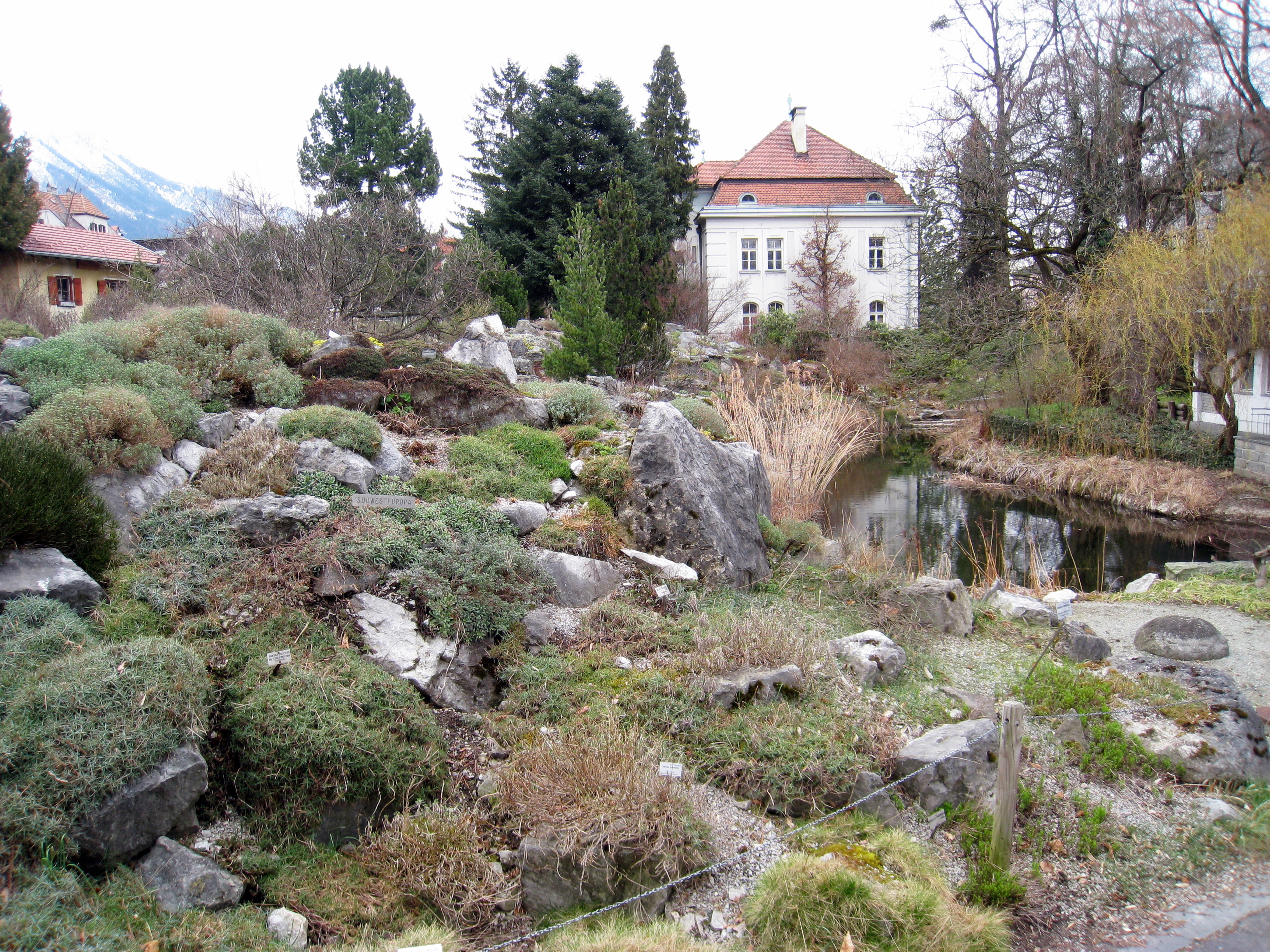
Alpinum

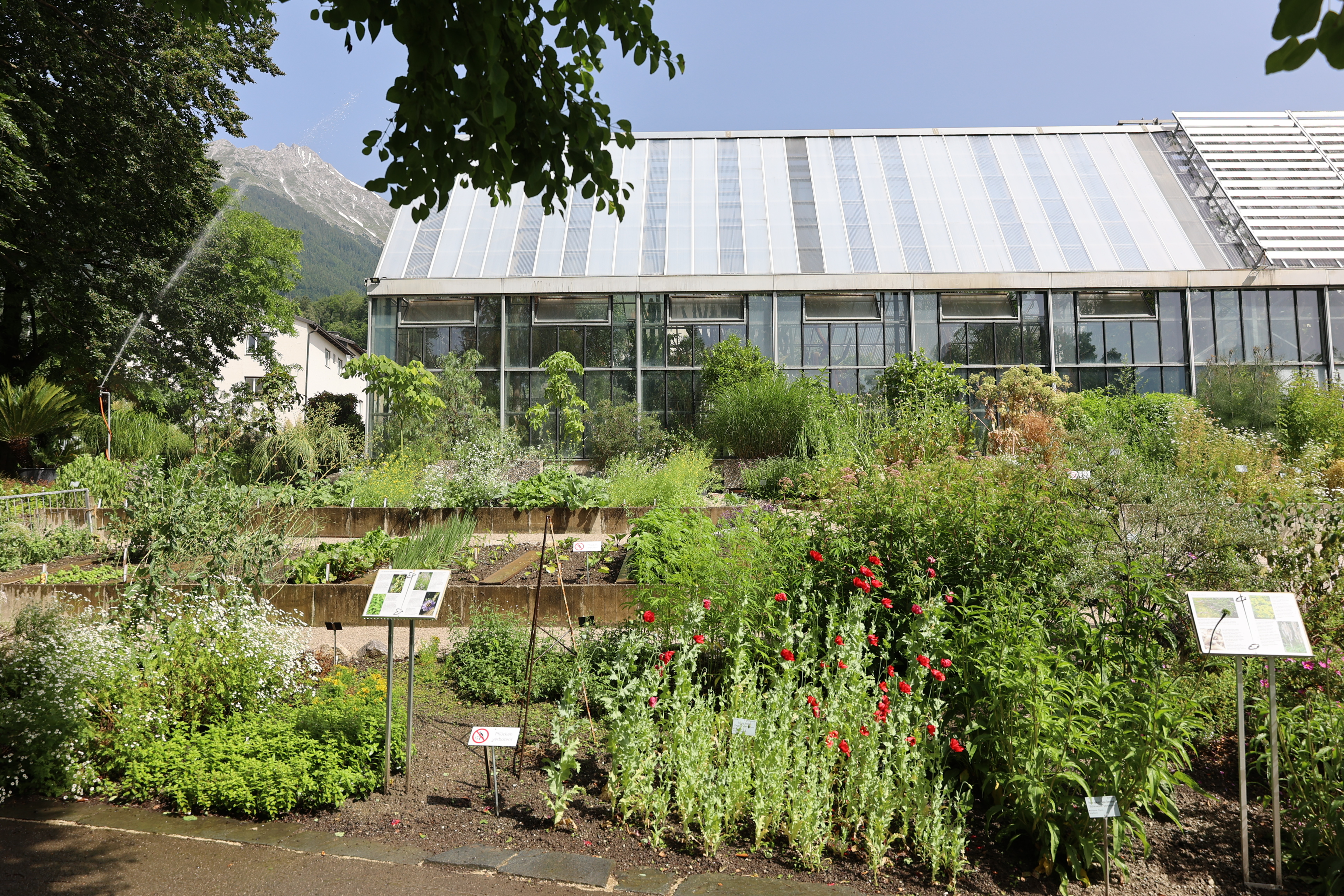
Heil- und Nutzpflanzengarten

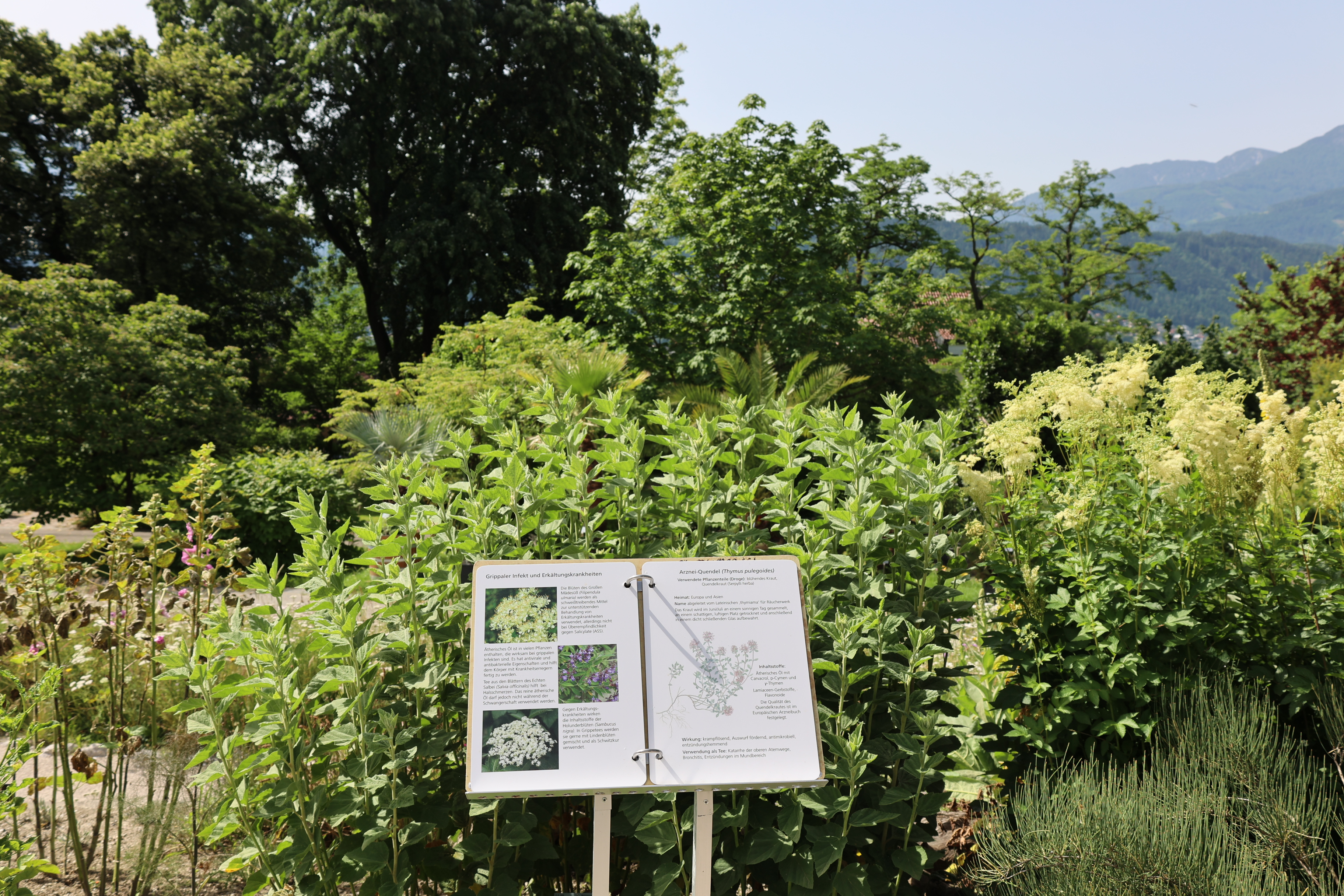
Informationstafel mit medizinischem Anwendungsgebiet

Der Botanische Garten der Universität Innsbruck wurde 1793 gegründet und befindet sich seit 1913 am heutigen Standort im Stadtteil Hötting. Auf einer Fläche von 2 ha beherbergt er über 7000 Pflanzenarten. Er ist Lehr- und Forschungsstätte des Instituts für Botanik der Leopold-Franzens-Universität Innsbruck und für die Öffentlichkeit frei zugänglich.

## Geschichte
Seit 1775 bemühte sich Suibert Burkhart Schiverek, Professor für Botanik und Chemie an der Medizinischen Fakultät, um die Errichtung eines Botanischen Gartens, was durch die Aufhebung der Universität durch Kaiser Joseph II. 1782 und die Versetzung Schivereks nach Lemberg verhindert wurde. 1792, ein Jahr nach der Wiedererrichtung der Universität, erhielt Johann Nepomuk von Laicharting die Professur für Naturgeschichte. Er setzte sich zusammen mit dem Hofapotheker Franz Xaver Schöpfer neuerlich für die Einrichtung eines Botanischen Gartens ein, der schließlich 1793 auf dem Gelände des aufgehobenen Jesuitenkollegiums (der heutigen Theologischen Fakultät) gegründet wurde.
Während der erneuten Aufhebung der Universität von 1809 bis 1826 wurde der Botanische Garten schwer in Mitleidenschaft gezogen und erlebte erst ab 1860 unter Anton Kerner von Marilaun einen Aufschwung. Damals wurde das erste Glashaus errichtet, das auch zahlreiche Tropenpflanzen beherbergte. Vorbild für andere Botanische Gärten wurde die weltweit erste Alpenpflanzenanlage mit über 800 Pflanzenarten.
Da der Botanische Garten bei der alten Universität in der Innenstadt nicht erweiterbar war, wurde er von 1909 bis 1910 an seinen jetzigen Standort im damals noch eigenständigen Hötting am Abhang der Nordkette verlegt. Der Grund wurde vom Astronomie-Professor Egon von Oppolzer erworben, der dort eine private Sternwarte errichtet hatte. 1911 waren die Gartenanlagen weitgehend fertiggestellt, im Oktober 1913 wurde das neue Botanische Institut eröffnet. Emil Heinricher, Gartendirektor von 1889 bis 1928, gestaltete den Garten nach biologischen Gruppen, was beispielgebend für andere Botanische Gärten war.
1929 wurde mit der Errichtung des Alpengartens am Patscherkofel begonnen, der 1935 eröffnet wurde und die natürlich vorkommenden Pflanzengesellschaften des Hochgebirges präsentiert.

## Direktoren
- bis 1978 Hans Pitschmann
- 1978–2007 Sigmar Bortenschlager
- aktuell (22. Juli 2024) Peter Schönswetter

## Bereiche
Ein großer Teil des Botanischen Gartens wird vom Park mit dem Arboretum eingenommen, das hauptsächlich Bäume und Sträucher aus den gemäßigten Klimazonen der Nordhalbkugel zeigt. Im westlichen Teil finden sich Nacktsamer und Nadelgehölze, im zentralen Teil Bedecktsamer wie Magnolie, Tulpenbaum oder Araliengewächse.
Der Duft- und Tastgarten im zentralen Bereich des Arboretums wurde 1999 eröffnet und bietet insbesondere sehbehinderten Besuchern die Möglichkeit, Pflanzen mit dem Geruchs- und Tastsinn zu erfahren. Entlang eines rollstuhlgeeigneten Rundwegs befinden sich 85 cm hohe Beete mit ausgewählten Pflanzen, die Beschilderung erfolgt auch in Brailleschrift.
Das Alpinum beherbergt auf eine Fläche von mehr als 2000 m² Pflanzen aus allen großen Gebirgen der Erde mit Ausnahme der Tropen. Es ist geographisch und geologisch gegliedert und umfasst vier mit Bachläufen verbundene Teiche.
Der systematische Schaugarten zeigt zahlreiche Einzelpflanzen systematisch geordnet. Er wurde 1993 neu angelegt und immer wieder dem aktuellen Forschungsstand angepasst.
Der Heil- und Nutzpflanzengarten (ehemals Heil-, Gift- und Gewürzpflanzengarten) ist seit 2022 neu gestaltet und im Sommer 2024 eingeweiht worden. Dabei wurde auf die Wiederverwendung vorhandener Ressourcen sowie auf ökologische Aspekte wie Nischen für Wildbienen geachtet. Er umfasst vier Themengärten: Gewürzgarten (Pflanzen aus Europa, Amerika, Asien und Afrika), Gemüsegarten (Sorten-Raritäten), Fruchtgarten (Wildobst und Zuchtformen), Heilpflanzengarten (mit 230 Arten in neun Anwendungsgebiete unterteilt). Außerdem gibt es zusätzliche schattige Sitzplätze, großteils barrierefreie Wege und neue Informationstafeln.
Am Nordrand des Botanischen Gartens befinden sich die Glashäuser, darunter das Kakteenhaus mit rund 650 Kakteenarten, das Sukkulentenhaus mit Sukkulenten vorwiegend aus Südafrika, Südamerika und den Kanarischen Inseln, das Farnhaus, das Tropenhaus und das Mediterranhaus.
Das 2002 fertiggestellte Alpinhaus dient der Kultur heikler und seltener Gebirgspflanzen aus aller Welt, die sich dem Tieflandklima nicht ohne weiteres anpassen können. Das Fundament des Alpinhauses liegt rund 1 m unter der Erdoberfläche, was eine geringere Abkühlung im Winter und eine langsamere Erwärmung im Sommer zur Folge hat.

## Weblinks

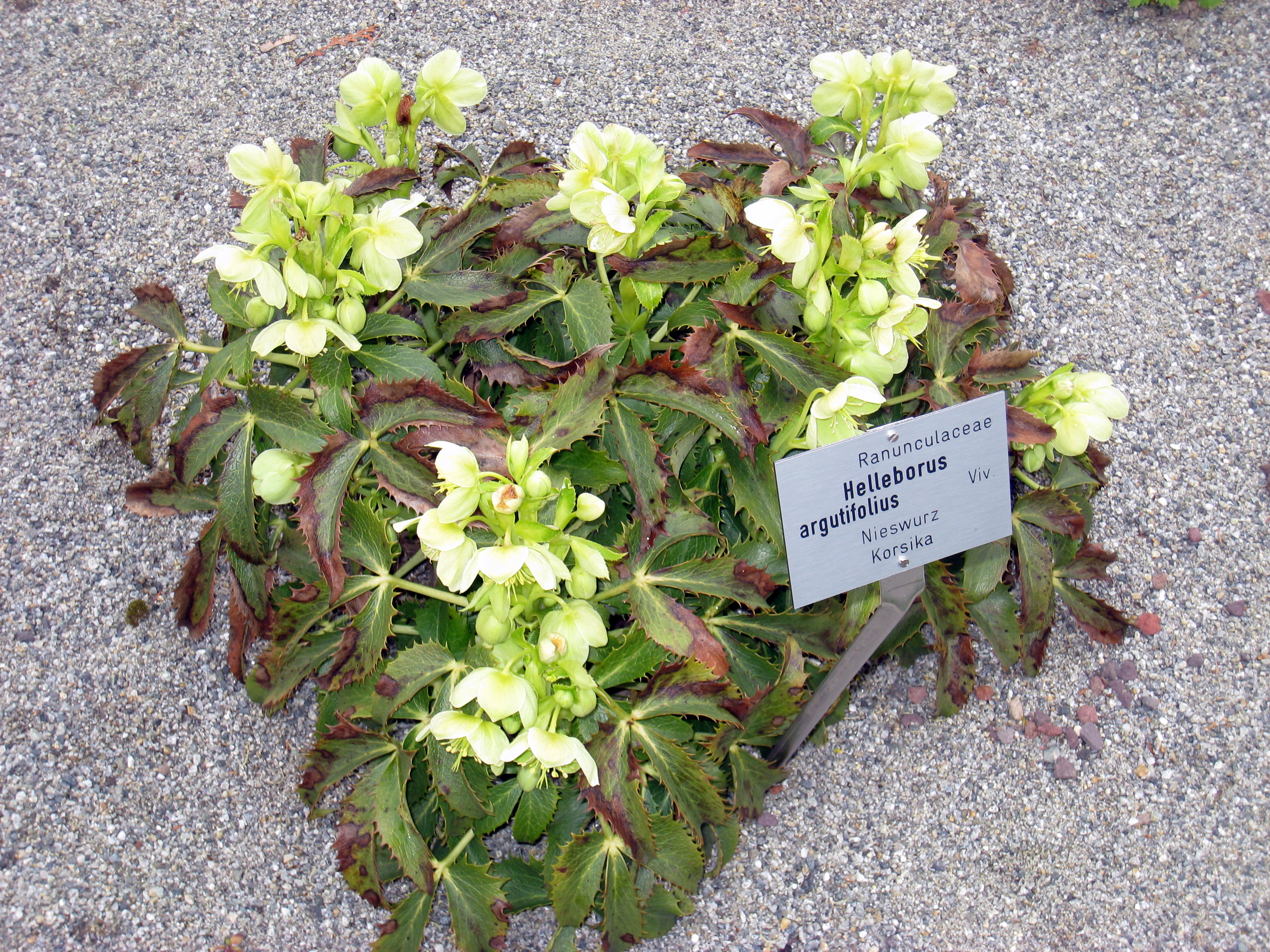
Korsische Nieswurz